# Lappeenranta
Lappeenranta (Villmanstrand in svedese) è una città finlandese di 72 988 abitanti, situata nella regione della Carelia Meridionale.
La città sorge sulle rive del lago Saimaa nel sud-est della Finlandia a circa 30 chilometri dal confine russo. Lappeenranta è l'undicesima città della Finlandia in termini di dimensioni. Dal 2009 sono confluiti gli ex-comuni di Joutseno e Ylämaa.

## Storia
L'area di Lappenranta, sulle sponde del lago Saimaa, era in origine un trafficato centro commerciale della Carelia. La città vera e propria fu fondata dal conte Per Brahe nel 1649. La regina Cristina di Svezia ne accettò lo stemma, che ritraeva un uomo primitivo, e così la città ottenne il poco lusinghiero nome svedese di Villmanstrand, ossia "riva dell'uomo selvaggio". Le imprese commerciali di Vyborg, infastidite dalla nuova località che si profilava come potenziale rivale, esercitarono forti pressioni e, nel 1683, Lappeenranta fu privata dello status di città.
Dopo la vittoria riportata dai russi il 23 agosto 1741, la città, ormai completamente distrutta, fu ceduta alla Russia nel 1743, e rimase parte dell'impero zarista fino a quando il Granducato di Finlandia ottenne l'indipendenza, nel 1917.
Fortificata intorno al 1780, Lappeenranta era ancora un piccolo villaggio di 210 abitanti nel 1812. Nel 1824 venne creata una stazione termale, ma fu soltanto dopo la costruzione della rete ferroviaria e lo sviluppo delle industrie che la città iniziò davvero a crescere. Oggi la bella zona lacustre di Lappeenranta è deturpata da enormi impianti industriali, come le segherie, che tuttavia significano lavoro e benessere economico per molti.

## Educazione
Lappeenranta ha numerose scuole di quasi tutti i livelli di formazione, compresa un'università della tecnologia.

## Infrastrutture e trasporti

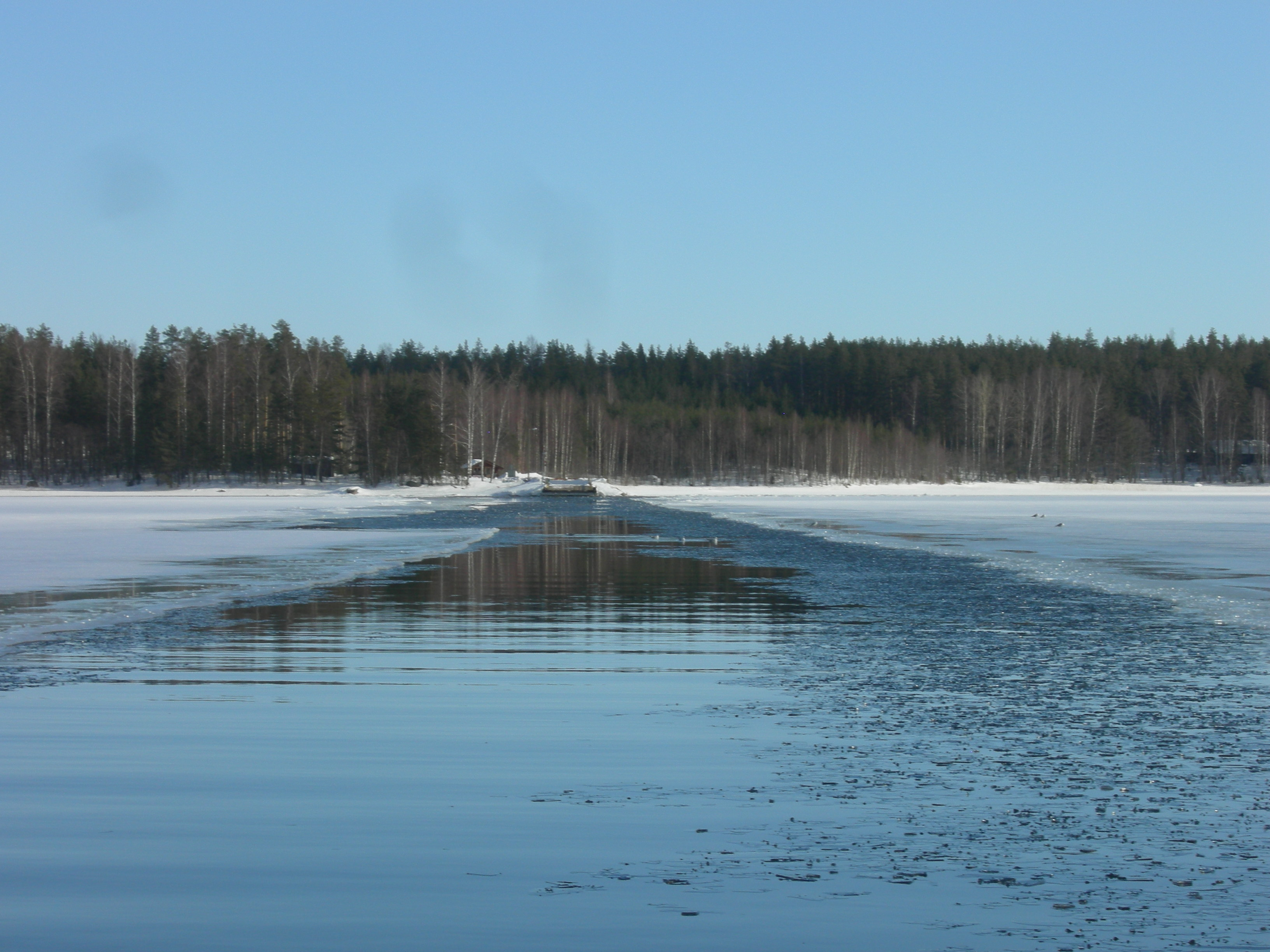
Natante adibito per il trasporto di veicoli

Lappeenranta è collegata alle città e comuni contigui tramite buone infrastrutture stradali e con ferrovie che si dirigono a sud ed a nord.
Durante la stagione estiva, quando il lago Saimaa ed il canale di Saimaa sono navigabili, è possibile un collegamento via nave da Lappeenranta a Vyborg, in Russia.
Vi è inoltre un aeroporto di medio-piccole dimensioni che, nei periodi di maggior lavoro, effettua circa 30 voli quotidiani.
La città è attraversata dalla Valtatie 6 e dal tratto terminale della Valtatie 13, in frazione Nuijamaa.

## Economia

### Turismo

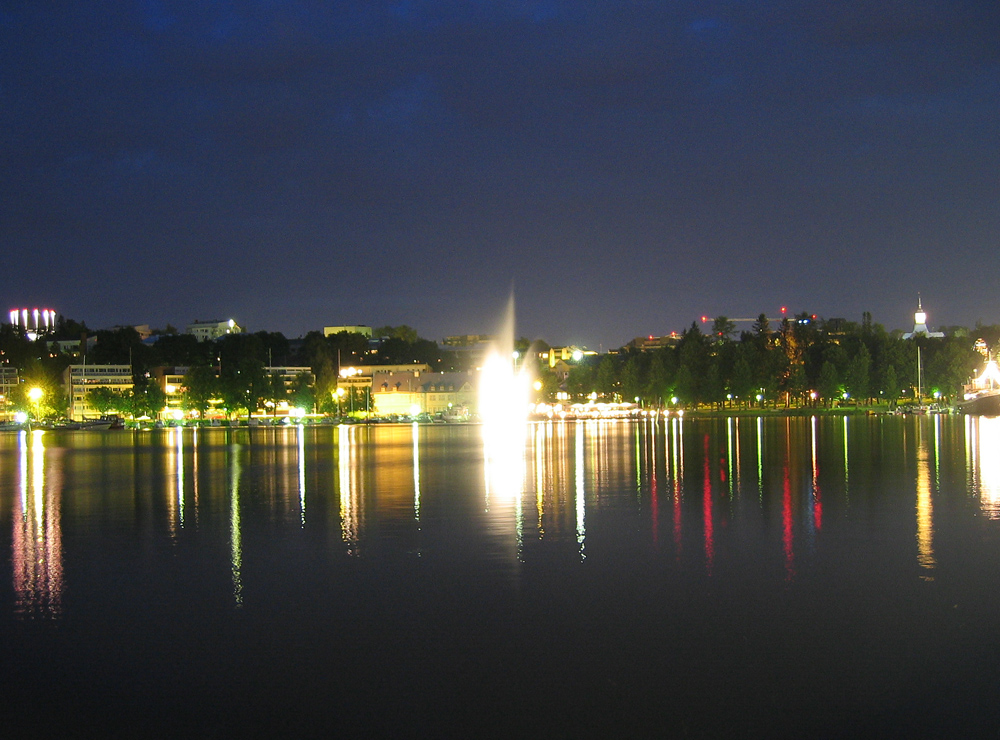
Immagine notturna del porto di Lappeenranta.

Lappeenranta è conosciuta come la città dell'estate, e questo è collegato principalmente alla vicinanza al lago Saimaa. In più, essendo posizionata nella parte meridionale della Finlandia, ciò le permette di avere estati più calde.

La prossimità al confine russo è visibile dal numero di turisti russi che sempre più numerosi visitano la città. Infatti, Lappeenranta è più vicina, seppure di poco, a  San Pietroburgo, in Russia (211 chilometri) che alla capitale Helsinki (221 chilometri). Inoltre, insolitamente per la Finlandia, la seconda lingua parlata da molti residenti locali è il russo, la cui presenza è evidente dalle molte automobili russe e dai caratteri cirillici presenti nelle insegne dei negozi. Questo perché i russi si recano nei centri commerciali della città per fare acquisti di beni di qualità superiore o non presenti nel loro paese.

## Media

### Televisione
Nella città è ambientata la serie tv "Bordertown".

## Amministrazione

### Gemellaggi
- Černihiv
- Drammen
- Klin
- Kolding
- Lake Worth
- Rakvere
- Schwäbisch Hall
- Stykkisholmur
- Szombathely
- Örebro